# Francesco Scafarelli
Francesco Scafarrelli est un joueur d'échecs italien né le 23 octobre 1933 à Florence et mort le 3 décembre 2007 à Matera. Maître international depuis 1957, il a représenté l'Italie lors de deux olympiades (en 1952 et 1954), remportant la médaille de bronze au quatrième échiquier lors de l'olympiade d'échecs de 1954 avec 12,5 points sur 17 parties.
Scafarelli fut :
- neuvième du championnat du monde junior en 1953 à Copenhague (6e du groupe préliminaire 2 et vainqueur de la finale B[2]) ;
- troisième ex æquo du tournoi principal de Beverwijk en 1956 remporté par Stahlberg ;
- deuxième du tournoi de maîtres de Beverwijk en 1962 (victoire de Bruno Parma).

Lors de la tournée de Mikhaïl Tal avec l'équipe de Riga à Florence, Scafarelli réussit à faire une nulle et une défaite contre le champion d'URSS.